# 五道泡子
五道泡子是一个位于中国吉林省延边朝鲜族自治州的湖泊，面积约为3.07平方千米，属于东北平原。它的一级流域为黑龙江流域，二级流域为松花江水系。